# Çalıca, Çınarcık
Çalıca là một xã thuộc huyện Çınarcık, tỉnh Yalova, Thổ Nhĩ Kỳ. Dân số thời điểm năm 2010 là 830 người.